# 元箱根
元箱根（もとはこね）は、神奈川県足柄下郡箱根町の大字である。箱根権現の門前町であったところ、1818年（元和4年）に箱根宿が開かれた際に「元」を冠して「元箱根」と称された地域に由来する（日本歴史地名大系）。

## 地理
足柄下郡箱根町の南西部に位置する。箱根町の箱根、畑宿、小涌谷、二ノ平、強羅、仙石原、および静岡県裾野市の茶畑、深良と隣接する。
元箱根一帯は、箱根の中でも標高が高い地域であり、北側の仙石原とならんで広大な面積を持つ。東部には箱根山最高峰の神山（1,438m）をはじめとする中央火口丘の山々がそびえ、西部から南部にかけては広大な芦ノ湖が広がる。中央火口丘の一峰である箱根駒ヶ岳には芦ノ湖岸にある箱根園から山頂まで駒ヶ岳ロープウェーが架けられている。
芦ノ湖南東の観光船発着場である元箱根港周辺は元箱根内で最も賑わう場所であり、東海道である国道1号沿いには多くの土産物店などが並ぶ。また、元箱根港の北西には西暦757年創建の箱根神社がある。
箱根神社前の芦ノ湖上には、箱根町が明仁親王の立太子礼とサンフランシスコ講和条約の締結とを記念して昭和27年（1952年）に建てた「平和鳥居」が浮かぶ。昭和39年（1964年）には、箱根神社鎮座1200年と東京オリンピック開催とを記念して、吉田茂元首相の筆による「平和」の額が設置された。吉田元首相は講和条約の全権特命大使だったことでも知られたため、この鳥居は「平和の鳥居」と呼ばれるようになった。

### 山
- 箱根山中央火口丘
  - 神山
  - 冠ヶ岳
  - 箱根駒ヶ岳
- 古期外輪山
  - 三国山

### 峠
- 湖尻峠
- 山伏峠

### 湖沼
- 芦ノ湖
- お玉ヶ池
- 精進池

### 河川
- 元箱根川
- 早川

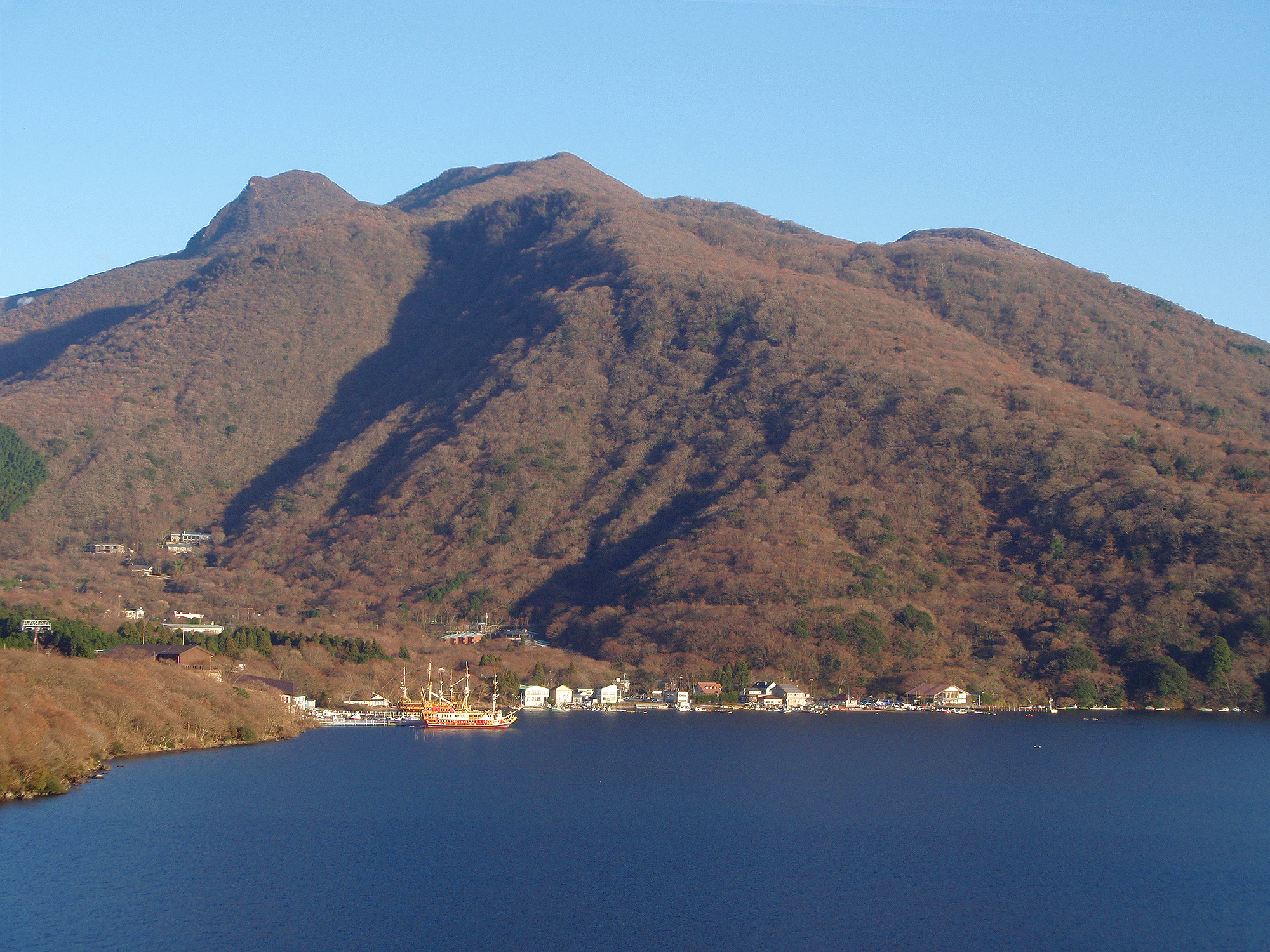
桃源台港と中央火口丘の神山
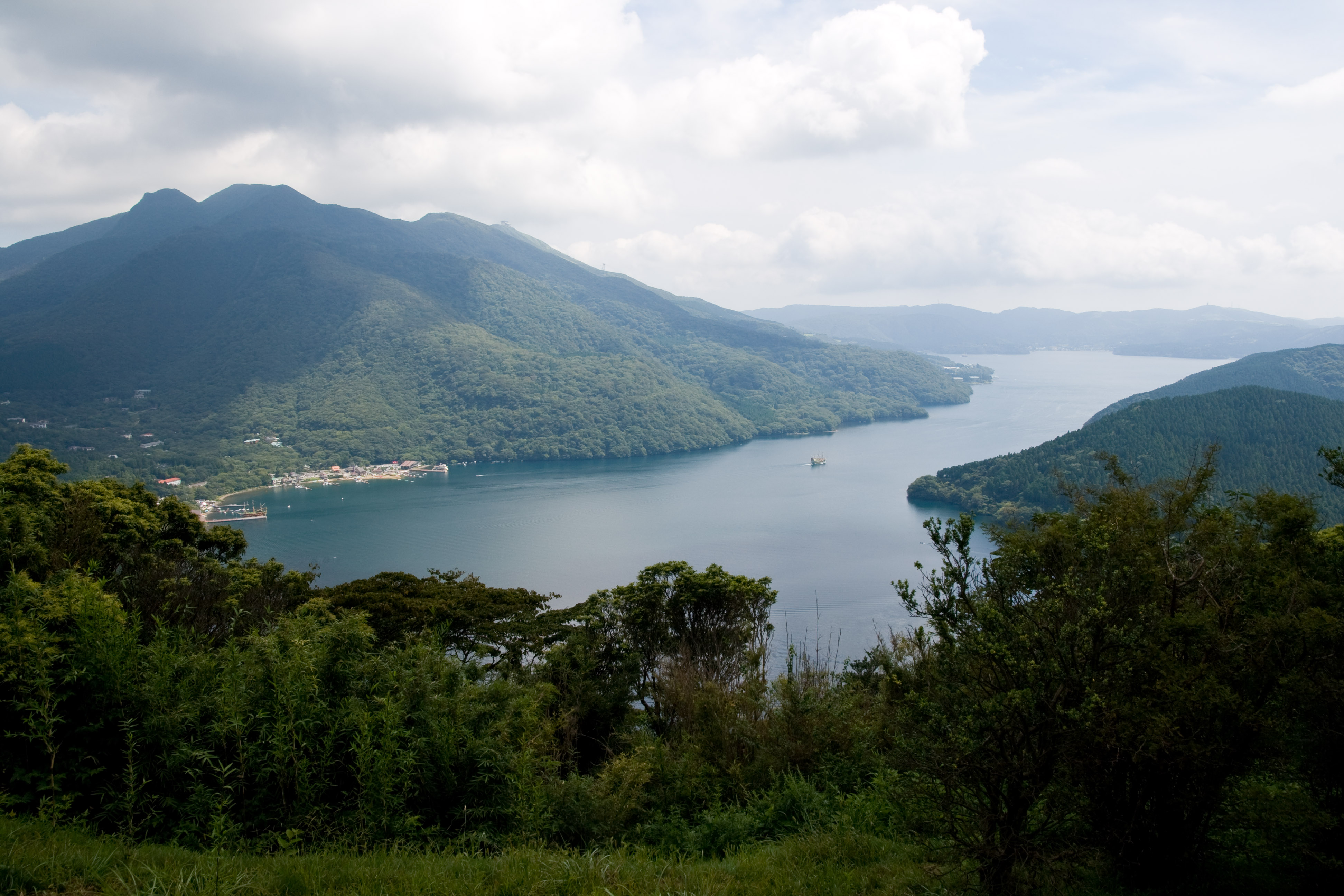
湖尻峠付近より見た芦ノ湖
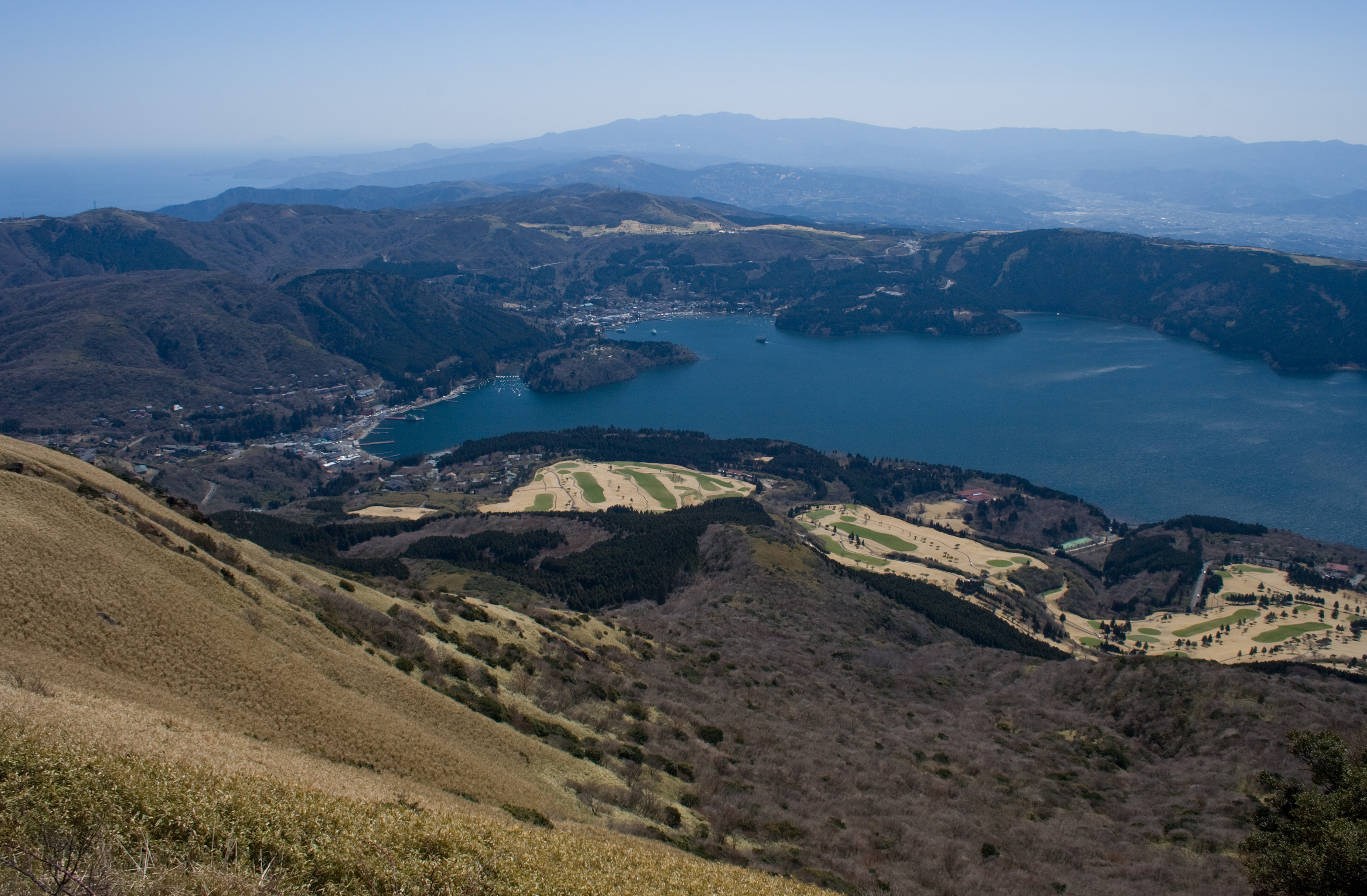
箱根駒ヶ岳よりみた芦ノ湖と元箱根、箱根地域

## 世帯数と人口
2020年（令和2年）10月1日現在（国勢調査）の世帯数と人口（総務省調べ）は以下の通りである。
| 大字   | 世帯数  | 人口  |
| ------ | ------- | ----- |
| 元箱根 | 431世帯 | 618人 |

### 人口の変遷
国勢調査による人口の推移。
| 年                 | 人口  |
| ------------------ | ----- |
| 1995年（平成7年）  | 1,176 |
| 2000年（平成12年） | 968   |
| 2005年（平成17年） | 876   |
| 2010年（平成22年） | 806   |
| 2015年（平成27年） | 688   |
| 2020年（令和2年）  | 618   |

### 世帯数の変遷
国勢調査による世帯数の推移。
| 年                 | 世帯数 |
| ------------------ | ------ |
| 1995年（平成7年）  | 681    |
| 2000年（平成12年） | 567    |
| 2005年（平成17年） | 544    |
| 2010年（平成22年） | 541    |
| 2015年（平成27年） | 450    |
| 2020年（令和2年）  | 431    |

## 事業所
2021年（令和3年）現在の経済センサス調査による事業所数と従業員数は以下の通りである。
| 大字   | 事業所数  | 従業員数 |
| ------ | --------- | -------- |
| 元箱根 | 135事業所 | 1,257人  |

### 事業者数の変遷
経済センサスによる事業所数の推移。
| 年                 | 事業者数 |
| ------------------ | -------- |
| 2016年（平成28年） | 143      |
| 2021年（令和3年）  | 135      |

### 従業員数の変遷
経済センサスによる従業員数の推移。
| 年                 | 従業員数 |
| ------------------ | -------- |
| 2016年（平成28年） | 1,336    |
| 2021年（令和3年）  | 1,257    |

## 交通

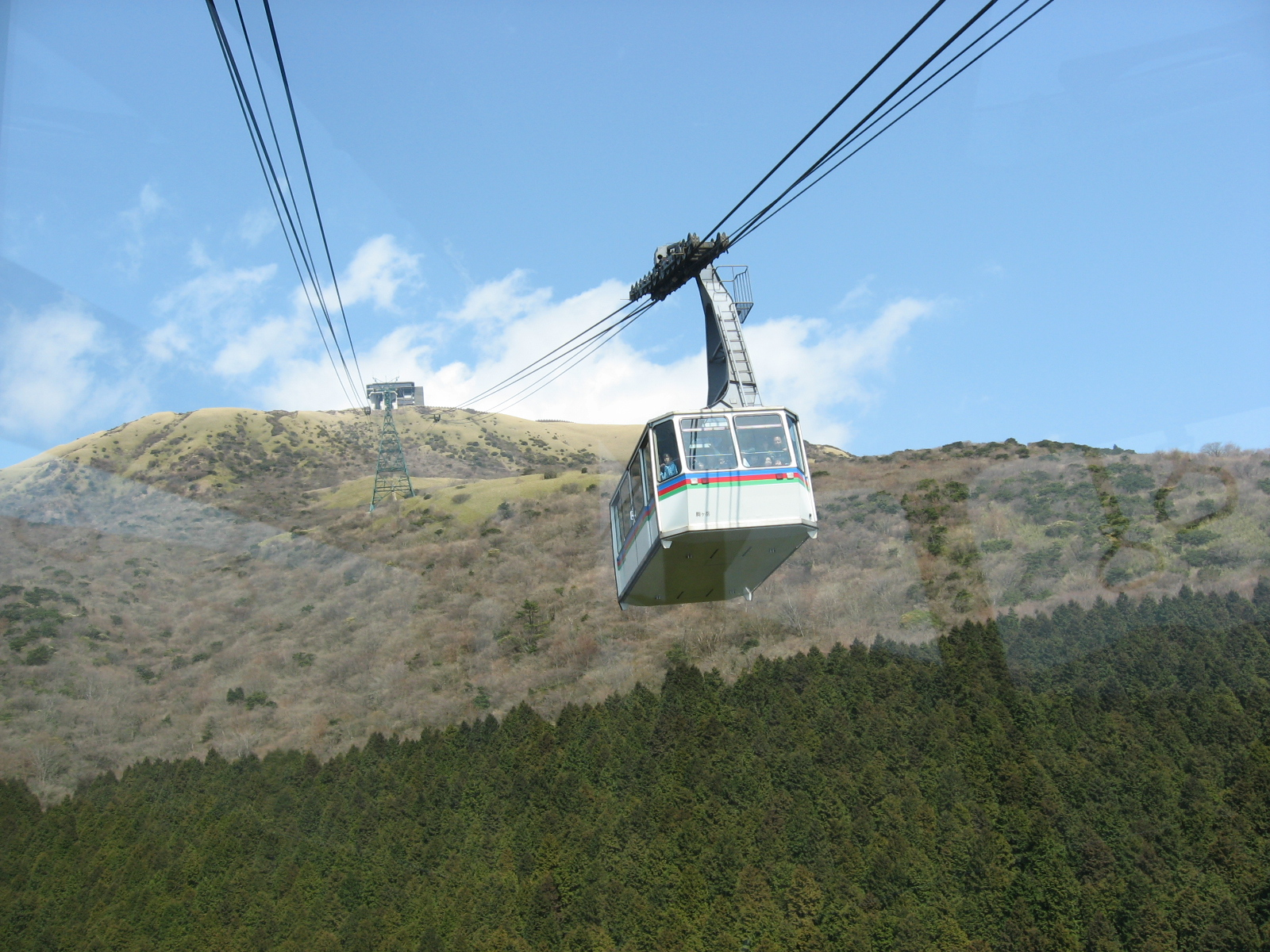
箱根 駒ヶ岳ロープウェー

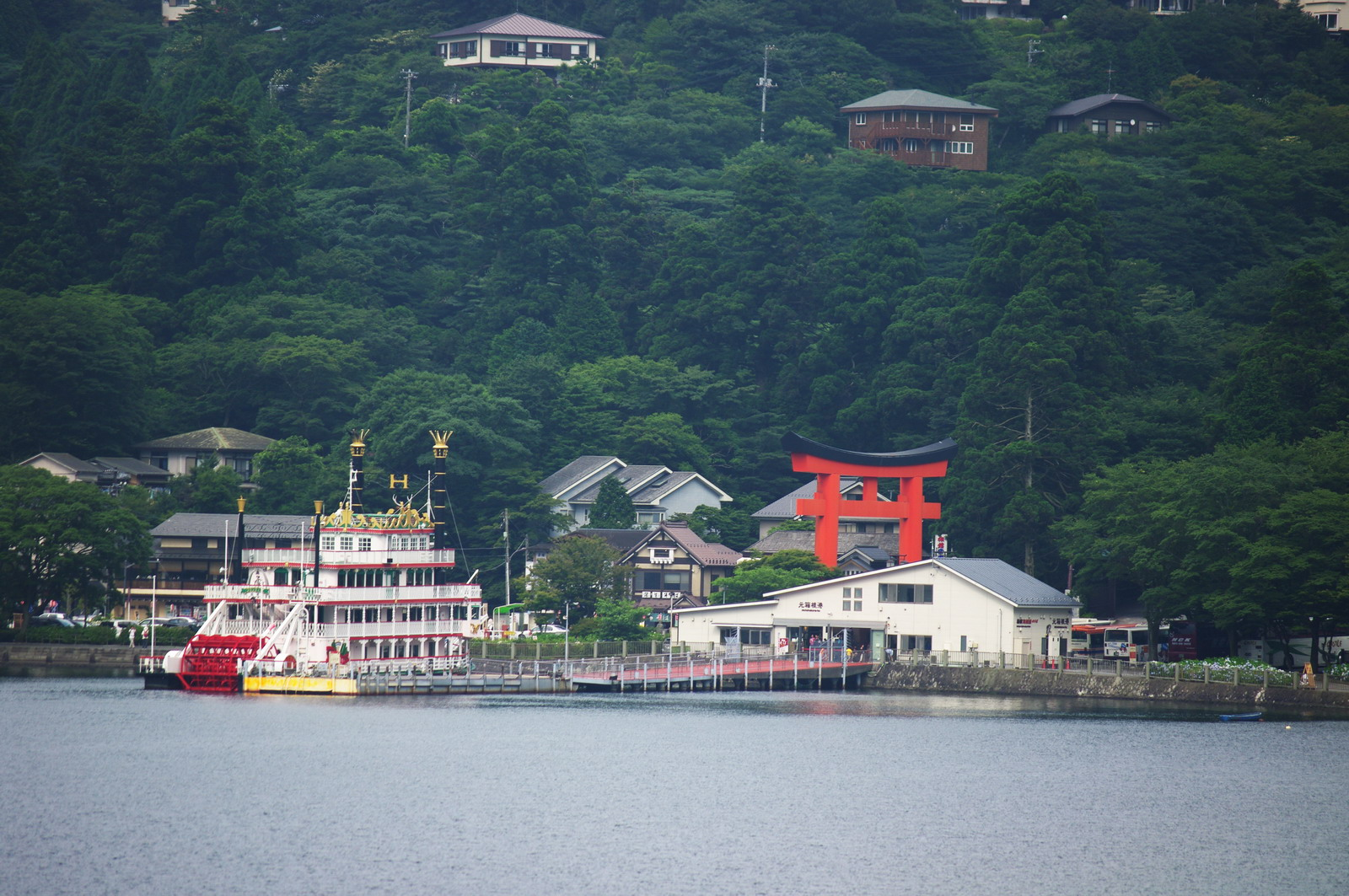
元箱根港。赤い鳥居は箱根神社の「一ノ鳥居」。

### 索道
- 箱根ロープウェイ（小田急箱根）

- 桃源台駅
- 箱根 駒ヶ岳ロープウェー（プリンスホテル）

箱根園駅 - 駒ヶ岳頂上駅

### バス
- 小田急電鉄グループ
  - 箱根登山バス
  - 小田急ハイウェイバス
  - 東海バス
- 西武鉄道グループ
  - 伊豆箱根バス

### 道路
- 国道1号（東海道）
- 神奈川県道75号湯河原箱根仙石原線
- 神奈川県道732号湯本元箱根線
- 神奈川県道735号大涌谷湖尻線
- 旧街道杉並木

### 水運
- 箱根海賊船 - 小田急グループ
  - 桃源台港
  - 元箱根港
- 芦ノ湖遊覧船 - 富士急グループ
  - 湖尻港
  - 箱根園港
  - 元箱根港：箱根海賊船の元箱根港から北へ約250メートルに位置する。

## 施設

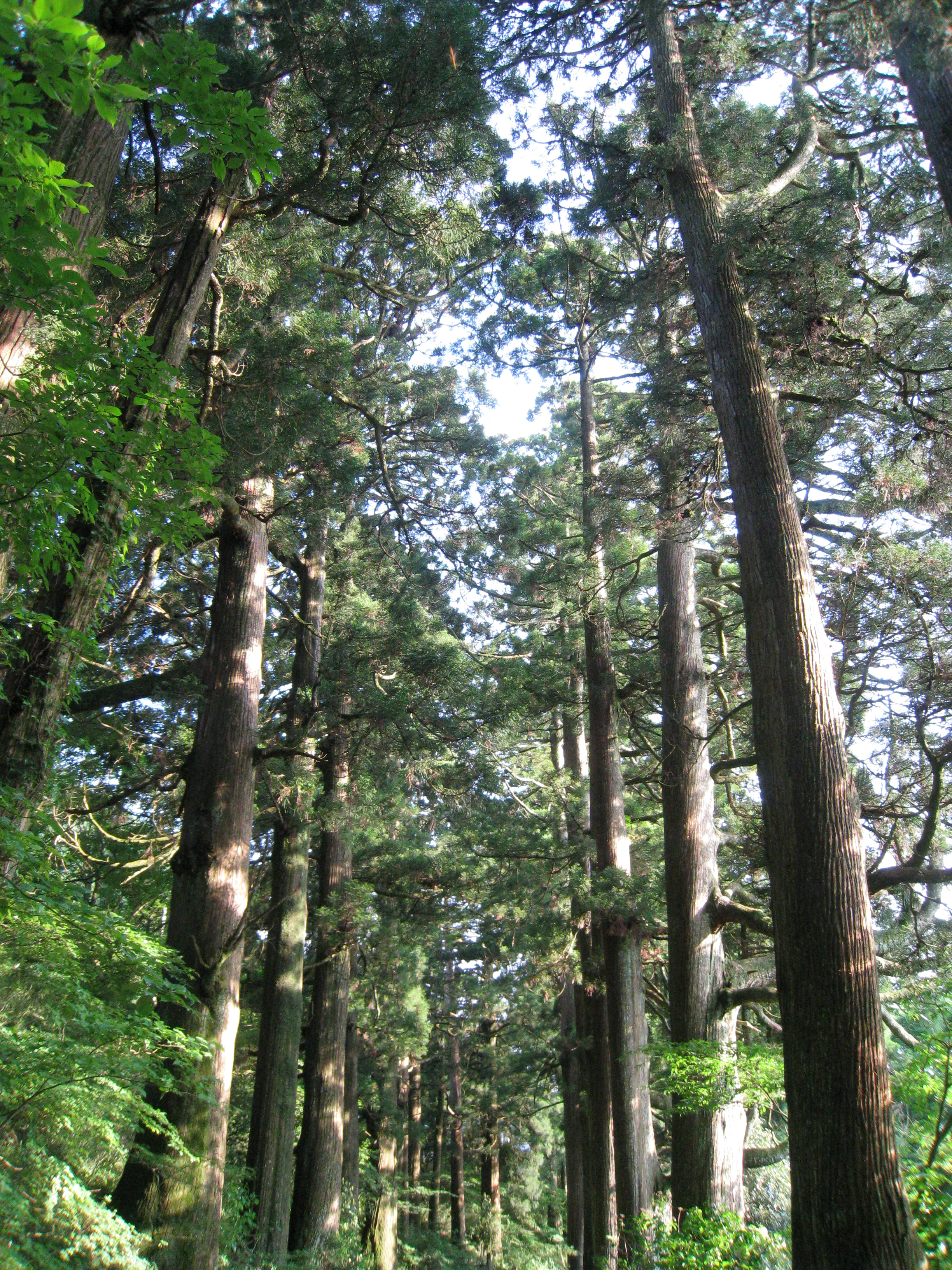
旧街道杉並木

- 箱根ビジターセンター
- 箱根園
  - 箱根園水族館
  - 龍宮殿
  - 箱根園バーチャルライドシアター
  - 蛸川温泉
  - 箱根園動物ランドだっこして！ZOO！
  - 九頭龍神社本宮（箱根九頭龍の森　内）
- 小田急山のホテル
- 箱根神社
- 成川美術館
- 恩賜箱根公園

## その他

### 日本郵便
- 郵便番号 : 250-0522[3]（集配局 : 箱根宮ノ下郵便局[15]）。